# Diocesi di Barbalisso
La diocesi di Barbalisso (in latino Dioecesis Barbalissena) è una sede soppressa del patriarcato di Antiochia e una sede titolare della Chiesa cattolica.

## Storia
Barbalisso, situata nei pressi della località di Qala'at Balis nell'odierna Siria, è un'antica sede episcopale della provincia romana della Siria Eufratense nella diocesi civile d'Oriente. Faceva parte del patriarcato di Antiochia ed era suffraganea dell'arcidiocesi di Gerapoli, come attestato da una Notitia episcopatuum del VI secolo.
Secondo Le Quien, nella versione araba del catalogo dei padri del primo concilio di Nicea (325) compare il nome del vescovo Antonio. Altri due vescovi, Aquilino e Mariniano, governarono questa antica diocesi tra il 431 e il 451. Il primo venne deposto ed esiliato per il suo rifiuto di aderire alla teologia ortodossa di Cirillo di Alessandria; il secondo, sulla testimonianza di Teodoreto di  Cirro, fu imposto con la forza, forse dopo l'allontanamento di Aquilino. Al concilio di Calcedonia non fu presente alcun nessun vescovo di Barbalisso; alcuni autori pensano che il vescovo Cosma, indicato senza menzione della sua sede di appartenenza, e rappresentato dal metropolita Stefano di Gerapoli, sia stato il vescovo di questa sede.
Non sono più noti vescovi ortodossi dopo il V secolo, probabilmente perché la sede passò in mano ai monofisiti; secondo la Cronaca di Michele il Siro, tra il 793 e il 1057 sono noti i nomi di cinque vescovi giacobiti: Giovanni, Habib, Basilio, Timoteo ed Elia.
Dal XIX secolo Barbalisso è annoverata tra le sedi vescovili titolari della Chiesa cattolica; la sede è vacante dal 30 gennaio 1969.

## Cronotassi

### Vescovi greci
- Antonio † (menzionato nel 325)
- Aquilino † (prima metà del V secolo)
- Mariniano † (prima metà del V secolo)
- Cosma ? † (menzionato nel 451)

### Vescovi giacobiti
- Giovanni † (VIII-IX secolo)[4]
- Habib † (prima metà del IX secolo)[5]
- Basilio † (X-XI secolo)[6]
- Timoteo † (prima metà dell'XI secolo)[7]
- Elia † (metà dell'XI secolo)[8]

### Vescovi titolari
- Paul-Léon Ferrant, C.M. † (27 giugno 1898 - 5 novembre 1910 deceduto)
- Maurice-François Ducoeur, M.E.P. † (22 dicembre 1910 - 10 giugno 1929 deceduto)
- Thomas James Wade, S.M. † (3 luglio 1930 - 30 gennaio 1969 deceduto)